# NBA Live 06
NBA Live 06 är ett basketspel i NBA Live-serien, utgivet till Xbox 360, Xbox, Nintendo Gamecube, PC, PSP, PS2 och mobil. Spelet utvecklades av EA Sports, och släpptes 2005. Spelomslaget pryds av Dwyane Wade, som då spelade för Miami Heat. Spelet var det sista i serien att släppas till Nintendo Gamecube.

## Musik
| 1.  | God of Rap        | Afu-Ra                              |  |
| 2.  | We Got Next       | Bishop Lamont feat. Chevy Jones     |  |
| 3.  | My Style          | Black Eyed Peas                     |  |
| 4.  | Don't Stop        | Chali 2na feat. Anthony Hamilton    |  |
| 5.  | Grind Time        | Chamillionaire                      |  |
| 6.  | Remember the Name | Fort Minor                          |  |
| 7.  | Streetz Melting   | Jae Millz                           |  |
| 8.  | In the House      | Jurassic 5                          |  |
| 9.  | Tilted            | Lupe Fiasco                         |  |
| 10. | Bucky Done        | M.I.A.                              |  |
| 11. | Deportes EA       | N.O.R.E. feat. GemStar och Big Mato |  |
| 12. | For the Nasty     | Q-Tip feat. Busta Rhymes            |  |
| 13. | Elementary        | Spider Loc                          |  |
| 14. | Like Dat          | Stat Quo                            |  |
| 15. | Mil Cosas         | Tego Calderón                       |  |
| 16. | Let's Move        | The Perceptionists                  |  |

### Fotnoter
1. ↑  Andrew Begley. ”Wade one of NBA Live's most successful cover players” (på engelska). NBA Live. Arkiverad från originalet den 20 maj 2014. https://archive.is/20140520171107/http://www.nba-live.com/features/wade_06finals.php. Läst 20 maj 2014.